# Grande Prêmio de Quebec de 2017
A 8.ª edição da clássica ciclista Grande Prêmio de Quebec celebrou-se no Canadá a 8 de setembro de 2017 pelos arredores da cidade de Quebec, ao que se lhe deram 16 voltas para completar um percurso de 201,6 quilómetros.
A carreira fez parte do UCI WorldTour de 2017, sendo a trigésima terceira competição do calendário de máxima categoria mundial.
A carreira foi vencida pelo corredor eslovaco Peter Sagan da equipa Bora-Hansgrohe, em segundo lugar Greg Van Avermaet (BMC Racing) e em terceiro lugar Michael Matthews (Team Sunweb).

## Percorrido
O Grande Prêmio de Quebec dispôs de um percurso total de 201,6 quilómetros, onde os ciclistas na parte final disputaram um circuito de 16 voltas de 12,6 quilómetros até linha de meta.

## Equipas participantes
Tomaram parte na carreira 20 equipas: 18 de categoria UCI WorldTour de 2017 convidados pela organização; 1 de categoria Profissional Continental e uma selecção nacional. Formando assim um pelotão de 160 ciclistas dos que acabaram 142. As equipas participantes foram:
| Equipes WorldTeam (18)- AG2R La Mondiale - Astana - Bahrain-Merida - BMC Racing Team - Bora-Hansgrohe - Cannondale-Drapac - FDJ - Lotto-Soudal - Movistar Team - Orica-Scott - Quick-Step Floors - Dimension Data - Katusha-Alpecin - Lotto NL-Jumbo - Sky - Team Sunweb - Trek-Segafredo - UAE Team Emirates Equipe profissional Continental- Israel Cycling Academy Equipe nacional- Canadá |
| |

## Classificações finais
- As classificações finalizaram da seguinte forma:[4]

### Classificação geral
| \| Classificação geral \| Classificação geral \| Classificação geral \| Classificação geral \| Classificação geral \| \| Ciclista \| Ciclista \| Equipe \| Tempo \| \| \| ------------------- \| ------------------- \| ------------------- \| ------------------- \| ------------------- \| \| 1. \| Peter Sagan \| Bora-Hansgrohe \| 5h00m31s \| \| \| 2. \| Greg Van Avermaet \| BMC Racing Team \| + 0s \| \| \| 3. \| Michael Matthews \| Team Sunweb \| + 0s \| \| \| 4. \| Alexis Vuillermoz \| AG2R La Mondiale \| + 0s \| \| \| 5. \| Tim Wellens \| Lotto-Soudal \| + 0s \| \| \| 6. \| Tom Slagter \| Cannondale-Drapac \| + 0s \| \| \| 7. \| Petr Vakoč \| Quick-Step Floors \| + 0s \| \| \| 8. \| Sep Vanmarcke \| Cannondale-Drapac \| + 0s \| \| \| 9. \| Tony Gallopin \| Lotto-Soudal \| + 0s \| \| \| 10. \| Sonny Colbrelli \| Bahrain-Merida \| + 0s \| \| |                   |                   |          |
| |                   |                   |          |
| Fonte: ProCyclingStats |                   |                   |          |
| Classificação geral |                   |                   |          |
| Ciclista | Ciclista          | Equipe            | Tempo    |
| 1. | Peter Sagan       | Bora-Hansgrohe    | 5h00m31s |
| 2. | Greg Van Avermaet | BMC Racing Team   | + 0s     |
| 3. | Michael Matthews  | Team Sunweb       | + 0s     |
| 4. | Alexis Vuillermoz | AG2R La Mondiale  | + 0s     |
| 5. | Tim Wellens       | Lotto-Soudal      | + 0s     |
| 6. | Tom Slagter       | Cannondale-Drapac | + 0s     |
| 7. | Petr Vakoč        | Quick-Step Floors | + 0s     |
| 8. | Sep Vanmarcke     | Cannondale-Drapac | + 0s     |
| 9. | Tony Gallopin     | Lotto-Soudal      | + 0s     |
| 10. | Sonny Colbrelli   | Bahrain-Merida    | + 0s     |

## UCI World Ranking
O Grande Prêmio de Quebec outorga pontos para o UCI WorldTour de 2017 e o UCI World Ranking, este último para corredores das equipas nas categorias UCI ProTeam, Profissional Continental e Equipas Continentais. A seguinte tabela são o barómetro de pontuação e os corredores que obtiveram pontos:
| Posição   | 1.º | 2.º | 3.º | 4.º | 5.º | 6.º | 7.º | 8.º | 9.º | 10.º |
| Pontuação | 500 | 400 | 325 | 275 | 225 | 175 | 150 | 125 | 100 | 85   |

| 1.º  | Peter Sagan       | Bora-Hansgrohe    | 500 |
| 2.º  | Greg Van Avermaet | BMC Racing        | 400 |
| 3.º  | Michael Matthews  | Sunweb            | 325 |
| 4.º  | Alexis Vuillermoz | AG2R La Mondiale  | 275 |
| 5.º  | Tim Wellens       | Lotto Soudal      | 225 |
| 6.º  | Tom Slagter       | Cannondale-Drapac | 175 |
| 7.º  | Petr Vakoč        | Quick-Step Floors | 150 |
| 8.º  | Sep Vanmarcke     | Cannondale-Drapac | 125 |
| 9.º  | Tony Gallopin     | Lotto Soudal      | 100 |
| 10.º | Sonny Colbrelli   | Bahrain Merida    | 85  |